# Trychosis depilis
Trychosis depilis är en stekelart som beskrevs av Henry Keith Townes, Jr. 1962. Trychosis depilis ingår i släktet Trychosis och familjen brokparasitsteklar. Inga underarter finns listade i Catalogue of Life.